# Saarbrücke in Konz

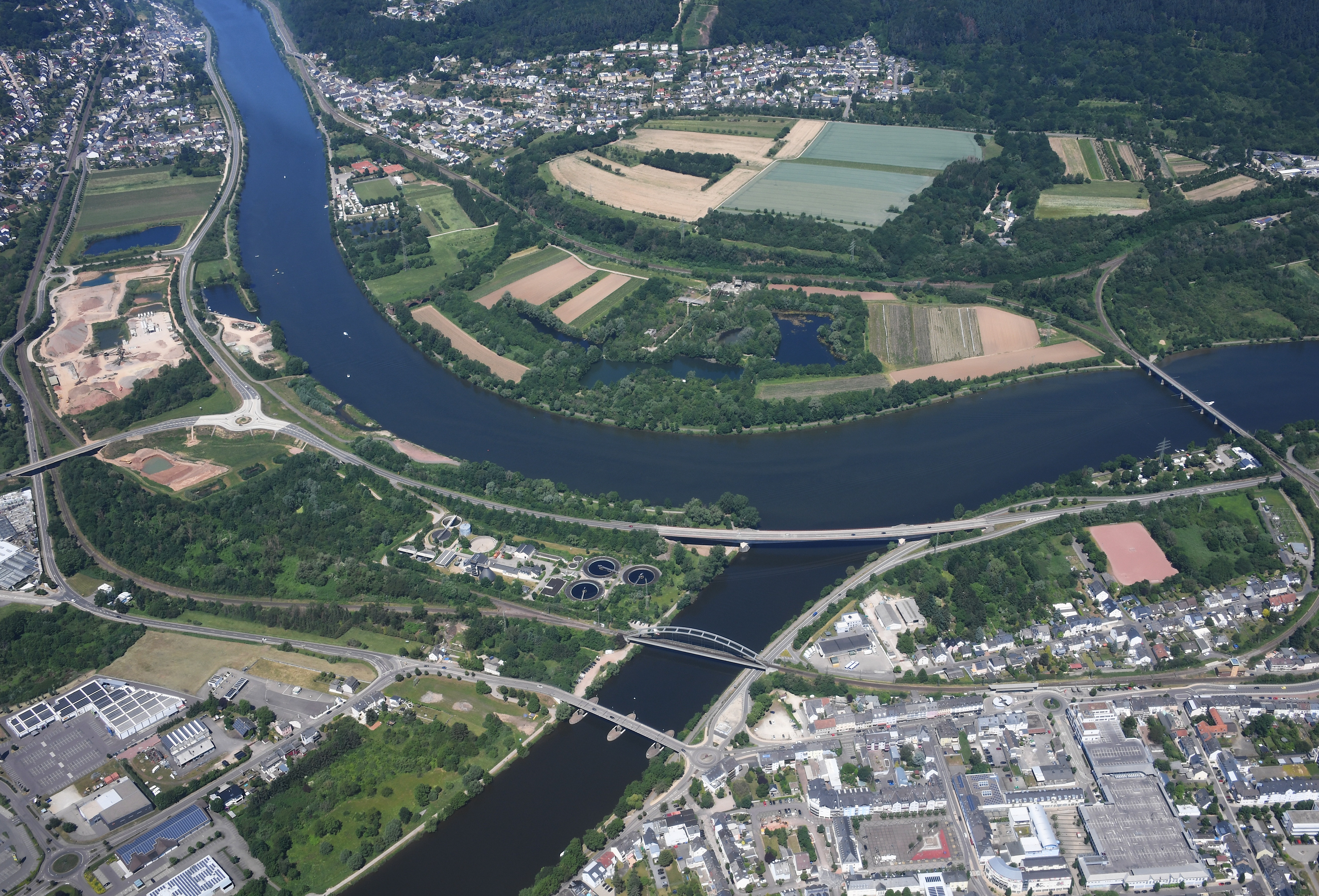
Luftbild des Zusammenflusses der Saar und der Mosel mit den drei Brücken an der Saarmündung. Die hier behandelte Brücke befindet sich unten vorne am Bildrand.

Die Saarbrücke in Konz, auch Konzer Brücke oder Konzerbrück genannt, verbindet die Altstadt von Konz mit dem Nachbarort Wasserliesch und dem Ortsteil Könen. Bereits zur Römerzeit überspannte an dieser Stelle eine Brücke die Saar. Über sie verlief eine wichtige Fernstraße, die vom Mittelmeer über Metz nach Trier führte.

## Beschreibung
Die Brücke ist eine in den Jahren 1948 und 1949 errichtete Balkenbrücke mit drei auf Inseln stehenden Pfeilern und einem stählernen Überbau. Das Bauwerk ist 124,40 Meter lang und hat eine 7 Meter breite Fahrbahn sowie beidseitig jeweils 1,4 m breite Gehwege. Die Flussinseln, auf denen die Pfeiler stehen, besitzen beiderseitig bugförmige Vorbauten, um bei Hochwasser mit starker Strömung dem Treibgut und auch bei Eisgang den Eisschollen wenig Angriffsflächen zu bieten. Auch sollen sie die Strömung möglichst wenig bremsen, indem Verwirbelungen des Wassers gemindert werden.

## Geschichte

Schlacht an der Konzer Brücke, Kupferstich mit Schlachtverlauf, Künstler und Datum unbekannt

Reste der römischen Anlage wurden bei Abbruch der Brücke 1934 in Form von Holzpfählen festgestellt, die mit Eisenschuhen versehen waren. Durch Untersuchung der Jahresringe konnte der Bau der Brücke auf spätestens 60 n. Chr. datiert werden. Ausonius erwähnte die Brücke 371 in seiner Mosella mit sechs Pfeilern. Die Fundamente der römischen Anlage hielten sich bis zur Zerstörung am 11. August 1675, im Zuge der Schlacht an der Konzer Brücke. Sie dienten als Unterbau aller späteren Anlagen.
Technische Untersuchungen ergaben 2015, dass eine wirtschaftliche Instandsetzung der derzeitigen Brücke nicht möglich ist. Ein Ersatzneubau soll ohne Pfeiler im Fluss auskommen und so die Schifffahrt erleichtern. Außerdem sollen die Fuß- und Radwege in beide Richtungen 3,25 Meter breit werden.